# Essa Al-Busmait
Essa Al-Busmait (arab. ‏عيسي البوسميط‎, ur. 1 stycznia 1956) – bahrajński żeglarz sportowy, uczestnik igrzysk olimpijskich.
Al-Busmait reprezentował Bahrajn podczas igrzysk olimpijskich 1996 odbywających się w Atlancie. Rywalizował w klasie Soling wraz z Khaledem Al-Sadą i Ahmedem Al-Saiem. Bahrajńczycy zajęli ostatnie, 22. miejsce w klasyfikacji końcowej.